# Diabolik: Ginko all'attacco
Pour les articles homonymes, voir Diabolik (homonymie).
Série
Diabolik
(2021) Diabolik, chi sei?
(2023)
Pour plus de détails, voir Fiche technique et Distribution.
Diabolik: Ginko all'attacco est un film d'action italien réalisé par Marco et Antonio Manetti et sorti en 2022.
Le film est la suite de Diabolik (2021), cette fois avec Giacomo Gianniotti dans le rôle-titre. C'est aussi l'adaptation cinématographique du 16e album de la bande dessinée Diabolik créée par Angela et Luciana Giussani, intitulé Ginko all'attacco (it) (litt. « Ginko à l'attaque »).  

## Synopsis
Diabolik vole la précieuse couronne d'Armen. Quelques mois plus tard, les bijoux restants de la collection sont portés par les ballerines du Ballet Smeraldo pour un spectacle exclusif, mais Diabolik parvient à les voler également en enlevant les ballerines. En réalité, il s'agissait d'un plan de l'inspecteur Ginko, qui a rendu les bijoux radioactifs en les trempant dans une peinture spéciale ; grâce à un compteur Geiger, l'inspecteur parvient à localiser la cachette de Diabolik. Surpris par leur ennemi, Diabolik et Eva Kant sont obligés de fuir, laissant derrière eux tout le butin de leurs casses ; de plus, pendant la course, Eva est blessée et Diabolik l'abandonne à son sort : la voleuse parvient à s'échapper en plongeant dans une rivière.
Dans la cachette, Ginko trouve les plans qui le conduisent à localiser la base d'opérations de Diabolik, son repaire où il organise ses coups et confectionne ses fameux masques ; il commence donc à organiser un plan pour capturer le voleur, négligeant ainsi la femme qu'il aime, la duchesse Altea di Vallenberg. La noble dame est venue à Clerville pour assister à un grand bal, au cours duquel elle portera le fameux Collana del Grifone Nero (litt. « collier du Griffon noir ») : Ginko avait promis d'être son garde du corps, pour en profiter pour passer plus de temps avec elle (le couple ne peut rendre leur relation publique en raison de la disparité de leurs classes sociales) ; mais présentement, il concentre toute son énergie sur la capture de Diabolik. Diabolik tente un premier assaut contre son repaire, qui est déjoué par les hommes de Ginko : au cours de l'attaque, l'agent Roller est assommé par le criminel, qui, avant que la police ne fasse irruption, parvient à reprendre les machines qui confectionne les masques.
De façon inattendue, Ginko reçoit un appel téléphonique d'Eva Kant, qui veut se venger d'avoir été abandonnée par son amant et promet à Ginko de lui révéler ses plans pour reprendre possession du butin perdu lors du transport hors de la cachette. La tentative de capture d'Eva part également en fumée à cause du comportement de Roller. Non seulement se fait assommer mais il subtilise également le bracelet radioactif d'Eva, rendant impossible sa localisation. L'agent est ensuite rétrogradé et envoyé pour cataloguer le butin dans le repaire de Diabolik avec l'agent ordinaire Elena Vanel.
Ginko décide de suivre les conseils d'Eva Kant, mais organise néanmoins un faux transport du butin au cas où ses instructions seraient un piège : pour tromper Diabolik, une char vide quittera la cachette, tandis que le butin sera placé dans une camionnette anonyme. Pour effectuer le véritable transport, Roller se porte volontaire, désireux de se racheter après les deux fiascos. Elena Vanel, qui est tombée amoureuse de lui, se cache dans la camionnette pour ne pas le laisser seul en mission.
Le transport a lieu, mais Ginko et ses hommes tombent rapidement dans un piège ; pendant ce temps, la camionnette conduit par Roller disparaît dans la nature. L'agent était en fait Diabolik, qui avait pris sa place lors de l'assaut de son repaire : Diabolik retrouve également Eva. Toute l'affaire n'était qu'un plan orchestré par Eva et Diabolik pour échapper à Ginko et récupérer ensuite le butin : ils n'avaient fait que feindre de se séparer pendant la fuite, puis Diabolik avait pris la place de Roller dans l'attaque du repaire ; Eva avait feint de trahir Diabolik qui, sous l'apparence de Roller, l'avait aidée à s'échapper et à se débarrasser du bracelet radioactif. Diabolik avait ainsi pu contrecarrer le piège de Ginko ; entre-temps, Eva, sous l'apparence d'une maquilleuse, avait volé le collier du Griffon noir à Altea. Ils sont cependant surpris par Elena Vanel, qui blesse Diabolik en lui tirant dessus ; Eva parvient cependant à la neutraliser et ils s'échappent sans être inquiétés.
Ginko se rend compte que le combat avec Diabolik ne s'arrêtera jamais et qu'il aurait dû penser à protéger Altea ; la Duchesse, blessée par ce qui s'est passé, le salue froidement avant de retourner à Beglait. Eva et Diabolik, après avoir réussi leur braquage sensationnel, profitent de vacances.

## Fiche technique
- Titre original : Diabolik: Ginko all'attacco![1]
- Réalisateur : Marco et Antonio Manetti
- Scénario : Michelangelo La Neve (it), Mario Gomboli, Marco et Antonio Manetti d'après les personnages créés par Angela et Luciana Giussani
- Photographie : Angelo Sorrentino
- Montage : Federico Maria Maneschi
- Effets spéciaux : Simone Silvestri
- Musique : Pivio et Aldo De Scalzi
- Maquillage : Francesca Lodoli
- Production : Marco et Antonio Manetti, Carlo Macchitella (it)
- Société de production : Mompracem, Rai Cinema
- Pays de production :  Italie
- Langue originale : italien
- Format : Couleurs - 2,35:1
- Durée : 111 minutes
- Genre : action, aventures, policier
- Dates de sortie :
  - Italie : 17 novembre 2022

## Distribution
- Giacomo Gianniotti : Diabolik
- Miriam Leone : Eva Kant
- Valerio Mastandrea : Inspecteur Ginko
- Monica Bellucci :	Althea de Vallenberg
- Alessio Lapice : agent Roller
- Linda Caridi : Elena Vanel
- Pier Giorgio Bellocchio : sergent Palmer
- Ester Pantano : sergent Burrov
- Andrea Roncato : Barbo
- Amanda Campana : jeune maquilleuse
- Urbano Barberini : ministre Duncan
- Bernardo Casertano : sergent Alton
- Giacomo Giorgio : Zeman
- Simone Leonardi : officier de police
- Pierangelo Menci : Poldo
- Marco Bonadei : agent Urban
- G-Max : chef des gardes du musée
- Gustavo Frigerio : majordome Osvaldo
- Diodato : chanteur Armen